# 17.ª Brigada Mixta (Ejército Popular de la República)
La 17.ª Brigada Mixta fue una unidad del Ejército Popular de la República que tomó parte en la Guerra civil española. Durante la mayor parte de la contienda estuvo desplegada en el frente del Centro.

## Historial
La unidad fue creada a finales de 1936 en Villarrobledo, teniendo por comandante al teniente coronel de infantería Germán Madroñero López, y a Manuel Simarro Quiles —del PSOE— como comisario político. A mediados de enero de 1937 la 17.ª Brigada Mixta fue enviada a primera línea del frente, quedando desplegada en la zona de Ocaña en vistas de que participase en una prevista ofensiva sobre Brunete que, finalmente, no llegaría a tener lugar.
El 7 de febrero, agregada a la Agrupación «Burillo» y en plena batalla del Jarama, fue destinada a la defensa del Puente de Titulcia; poco después sería asignada a la Agrupación «Chorda» y encargada de la defensa del puente de Pindoque. Las fuerzas franquistas lograron tomar y asegurar el puente, por lo que la 17.ª BM tuvo que acudir a taponar la brecha enemiga, en socorro de la 23.ª Brigada Mixta. El 12 de febrero atacó en el sector de la Cuesta de la Reina, y dos días más tarde quedó situada frente al Vértice Pingarrón. El 15 de febrero fue asignada a la División «B» del general «Gal», tomando parte en los durísimos combates que se sucedieron por la conquista del «Pingarrón». Madroñero fue sustituido por el comandante Hilario Cid Manzano.
Al final de la batalla del Jarama la unidad fue asignada a la 13.ª División, en el frente de Madrid. La 17.ª BM, que estableció su cuartel general en Morata de Tajuña, quedó bajo el mando del teniente coronel Julián del Castillo Sánchez, veterano de la guerra de Cuba. A finales de 1937 el mayor de milicias Carlos Fabra Marín asumió el mando de la brigada, sucedido poco después por el mayor de milicias Gregorio Herrero del Olmo. No volvió a tomar parte en ninguna otra operación militar de relevancia.
La 17.ª Brigada Mixta editó una publicación, Madrid.

## Mandos
Comandantes
- teniente coronel de infantería Germán Madroñero López;
- comandante de infantería Hilario Cid Manzano;[3]
- teniente coronel Julián del Castillo Sánchez;
- mayor de milicias Carlos Fabra Marín;
- mayor de milicias Gregorio Herrero del Olmo;
- mayor de milicias Manuel López Cabanas;

Comisarios
- Manuel Simarro Quiles, del PSOE;
- Ángel Maynar Cebrián, del PSOE;[4]
- Pedro Tordesillas Sanz;